# سامسونگ گلکسی اس۲۰ فن ادیشن
سامسونگ گلکسی اس۲۰ فن ادیشن (انگلیسی: Samsung Galaxy S20 FE) یک فبلت مبتنی بر اندروید از سری گلکسی اس سامسونگ است که توسط سامسونگ الکترونیک در رویداد سامسونگ آنپکد در ۲۲ سپتامبر ۲۰۲۰ رونمایی شد. این گوشی ارزان‌ترین مدل سری گلکسی اس۲۰ است.
این گوشی در ۲ اکتبر ۲۰۲۰ و با قیمت ۶۹۹ دلار آمریکا در سراسر جهان عرضه شد.
این گوشی دوربین بسیار خرفه ای نیز دارد و قابل مقایسه با دوربین عکاسی دی اس ال ار هست.

## طراحی

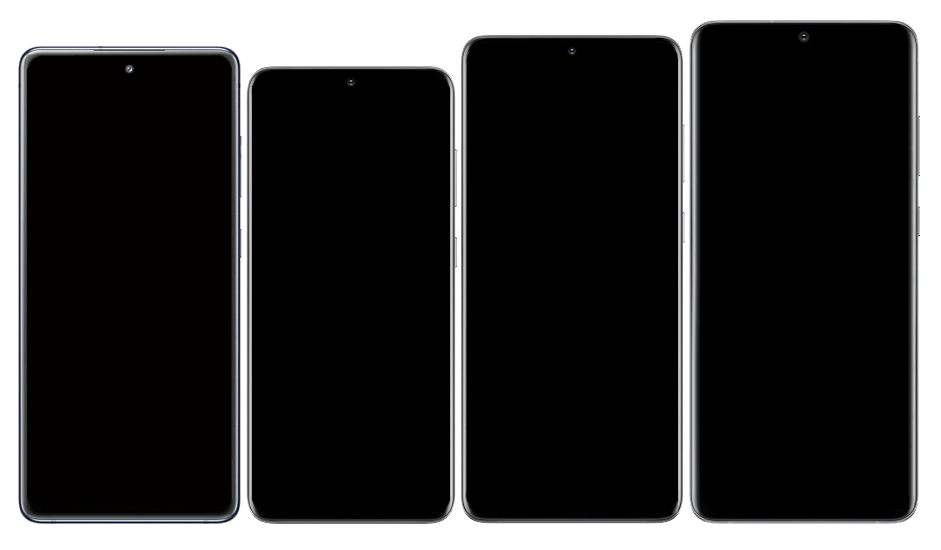
تصویری از Galaxy S20FE

گلکسی اس۲۰ فن ادیشن دارای طراحی شبیه با سامسونگ گلکسی اس۲۰ و سامسونگ گلکسی نوت ۲۰ است. نمایشگر این گوشی از نوع اینفینیتی-او است که در آن دوربین سلفی به‌صورت یک سوراخ در بالای صفحه نمایش قرار گرفته است. دوربین عقب در یک قاب مستطیل شکل قرار دارد که محافظ روی این قاب از جنس آلومینیوم آنودایز شده می‌باشد. قاب پشتی به مانند نوت ۲۰ از جنس پلی‌کربنات مقاوم شده است. اس۲۰ فن ادیشن در ۶ رنگ مختلف عرضه شده است: لاوندر، سبز عرفانی، آبی تیره، سفید، قرمز هاله‌ای و نارنجی. همجنین قدرت پرداز این گوشب در رده بنجمارک بهترین گوشی‌های ۲۰۲۰ قرارش می‌دهد.